# Giulio Calì
Giulio Calì, nome d'arte di Giulio Ferrantini (Roma, 26 marzo 1895 – Roma, 20 gennaio 1967), è stato un attore italiano.

## Biografia
Anni di gavetta nel teatro dialettale e di avanspettacolo, senza riuscire a venir fuori dall'anonimato, non distruggono la volontà e l'entusiasmo di questo impertinente "romano de Roma", saporoso caratterista di grande comunicativa e vivace loquacità.
Il debutto nel cinema è piuttosto oscuro con la partecipazione al film muto Un balilla del '48 di Umberto Paradisi (1927) ma, seppur relegato a ruoli di secondo o terzo piano, talvolta minuscoli, spesso senza che il suo nome appaia su manifesti o nei titoli di testa o coda di una pellicola, Giulio Calì dimostra una volontà di ferro e una tenacia esemplare apparendo in una grande quantità di film dove disegna argutamente figure di portinai, scribacchini, notai, avvocatucci, uscieri, caporali, frequentatori di osterie e molti altri di divertente spontaneità.
Grazie ad Alberto Lattuada che ne intuisce le potenziali doti d'attore, Giulio Calì riesce a uscire dall'anonimato con due ruoli affidatigli dal regista milanese: il contadino Smarazzacucco convinto dell'"unità del proletariato" ne Il mulino del Po (1949) e, soprattutto, il sarto ciarlero e impiccione ne Il cappotto (1952), dove dimostra eccellenti doti da caratterista.
Pur continuando a lavorare ininterrottamente per tutti gli anni cinquanta e parte dei sessanta, Giulio Calì trova chi lo capisce e lo valorizza in Lattuada e nel Fellini giovane: nel loro Luci del varietà il suo fachiro Burma è tra le cose migliori. Intanto continua ad essere richiesto da registi quali Steno, Monicelli, Blasetti, Mattoli, Comencini, De Santis e Zampa.

## Filmografia

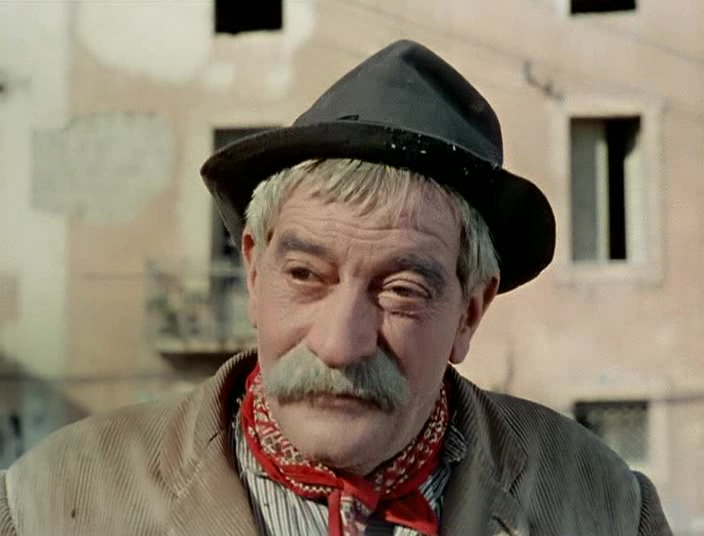
Giulio Calì in Giorni d'amore (1953)

- Ore 9: lezione di chimica, regia di Mario Mattoli (1941)
- Avanti c'è posto..., regia di Mario Bonnard (1942)
- Campo de' fiori, regia di Mario Bonnard (1943)
- La porta del cielo, regia di Vittorio De Sica (1944)
- La primula bianca, regia di Carlo Ludovico Bragaglia (1946)
- Le due madonne, regia di Enzo Di Gianni e Giorgio Simonelli (1949)
- Il mulino del Po, regia di Alberto Lattuada (1949)
- Figaro qua, Figaro là, regia di Carlo Ludovico Bragaglia (1950)
- Mater Dei, regia di Emilio Cordero (1950)
- Luci del varietà, regia di Federico Fellini e Alberto Lattuada (1950)
- Guardie e ladri, regia di Mario Monicelli (1951)
- Totò e i re di Roma, regia di Steno e Mario Monicelli (1951)
- Vacanze col gangster, regia di Dino Risi (1951)
- La famiglia Passaguai fa fortuna, regia di Aldo Fabrizi (1952)
- Pentimento, regia di Enzo Di Gianni (1952)
- 5 poveri in automobile, regia di Mario Mattoli (1952)
- Il cappotto, regia di Alberto Lattuada (1952)
- Prigioniera della torre di fuoco, regia di Giorgio Walter Chili (1952)
- Ho scelto l'amore, regia di Mario Zampi (1952)
- Ai margini della metropoli, regia di Carlo Lizzani (1952)
- Legione straniera, regia di Basilio Franchina (1952)
- La trappola di fuoco, regia di Gaetano Petrosemolo (1952)
- Il viale della speranza, regia di Dino Risi (1953)
- Le infedeli, regia di Mario Monicelli e Steno (1953)
- La valigia dei sogni, regia di Luigi Comencini (1953)
- Gli uomini, che mascalzoni!, regia di Glauco Pellegrini (1953)
- Una di quelle, regia di Aldo Fabrizi (1953)
- Musoduro, regia di Giuseppe Bennati (1953)
- Un giorno in pretura, regia di Steno (1953)
- La mia vita è tua, regia di Giuseppe Masini (1953)
- Pellegrini d'amore, regia di Andrea Forzano (1953)
- Opinione pubblica, regia di Maurizio Corgnati (1954)
- Desiderio 'e sole, regia di Giorgio Pàstina (1954)
- L'ultima illusione, regia di Vittorio Duse (1954)
- Giorni d'amore, regia di Giuseppe De Santis (1954)
- Nel gorgo del peccato, regia di Vittorio Cottafavi (1954)
- Cuore di mamma, regia di Luigi Capuano (1954)
- Ballata tragica, regia di Luigi Capuano (1954)
- Un americano a Roma, regia di Steno (1954)
- Lacrime d'amore, regia di Pino Mercanti (1954)
- Peccato che sia una canaglia, regia di Alessandro Blasetti (1954)
- Due soldi di felicità, regia di Roberto Amoroso (1954)
- Operazione notte, regia di Giuseppe Bennati (1954)
- Le vacanze del sor Clemente, regia di Camillo Mastrocinque (1954)
- Totò all'inferno, regia di Camillo Mastrocinque (1955)
- Un eroe dei nostri tempi, regia di Mario Monicelli (1955)
- La bella di Roma, regia di Luigi Comencini (1955)
- Motivo in maschera, regia di Stefano Canzio (1955)
- La ragazza di Via Veneto, regia di Marino Girolami (1955)
- Una pelliccia di visone, regia di Glauco Pellegrini (1956)
- Mio figlio Nerone, regia di Steno (1956)
- Uomini e lupi, regia di Giuseppe De Santis e Leopoldo Savona (1956)
- Vivendo cantando... che male ti fò?, regia di Marino Girolami (1957)
- La capinera del mulino, regia di Angio Zane (1957)
- La canzone più bella, regia di Ottorino Franco Bertolini (1957)
- I misteri di Parigi, regia di Fernando Cerchio (1957)
- La chiamavan Capinera..., regia di Piero Regnoli (1957)
- Susanna tutta panna, regia di Steno (1957)
- Totò, Vittorio e la dottoressa, regia di Camillo Mastrocinque (1957)
- La ragazza del palio, regia di Luigi Zampa (1957)
- Gli avventurieri dell'uranio, regia di Angio Zane (1958)
- Pia de' Tolomei, regia di Sergio Grieco (1958)
- Gli zitelloni, regia di Giorgio Bianchi (1958)
- Un uomo facile, regia di Paolo Heusch (1958)
- Vacanze d'inverno, regia di Camillo Mastrocinque (1959)
- La cento chilometri, regia di Giulio Petroni (1959)
- Nel blu dipinto di blu, regia di Piero Tellini (1959)
- Genitori in blue-jeans, regia di Camillo Mastrocinque (1960)
- Era notte a Roma, regia di Roberto Rossellini (1960)
- Il vigile, regia di Luigi Zampa (1960)
- Mobby Jackson, regia di Renato Dall'Ara (1960)
- Scano Boa, regia di Renato Dall'Ara (1961)
- Gli incensurati, regia di Francesco Giaculli (1961)
- Colpo gobbo all'italiana, regia di Lucio Fulci (1962)
- I tre nemici, regia di Giorgio Simonelli (1962)
- Il gladiatore di Roma, regia di Mario Costa (1962)
- Nerone '71, regia di Walter Filippi (1962)
- La cuccagna, regia di Luciano Salce (1962)
- Le monachine, regia di Luciano Salce (1963)
- 8½, regia di Federico Fellini (1963)
- Il ribelle di Castelmonte, regia di Vertunnio De Angelis (1964)
- Le voci bianche, regia di Pasquale Festa Campanile e Massimo Franciosa (1964)